# Xylobolus subpileatus
Xylobolus subpileatus är en svampart som först beskrevs av Berk. & M.A. Curtis, och fick sitt nu gällande namn av Boidin 1958. Xylobolus subpileatus ingår i släktet Xylobolus och familjen Stereaceae.   Inga underarter finns listade i Catalogue of Life.

## Bildgalleri

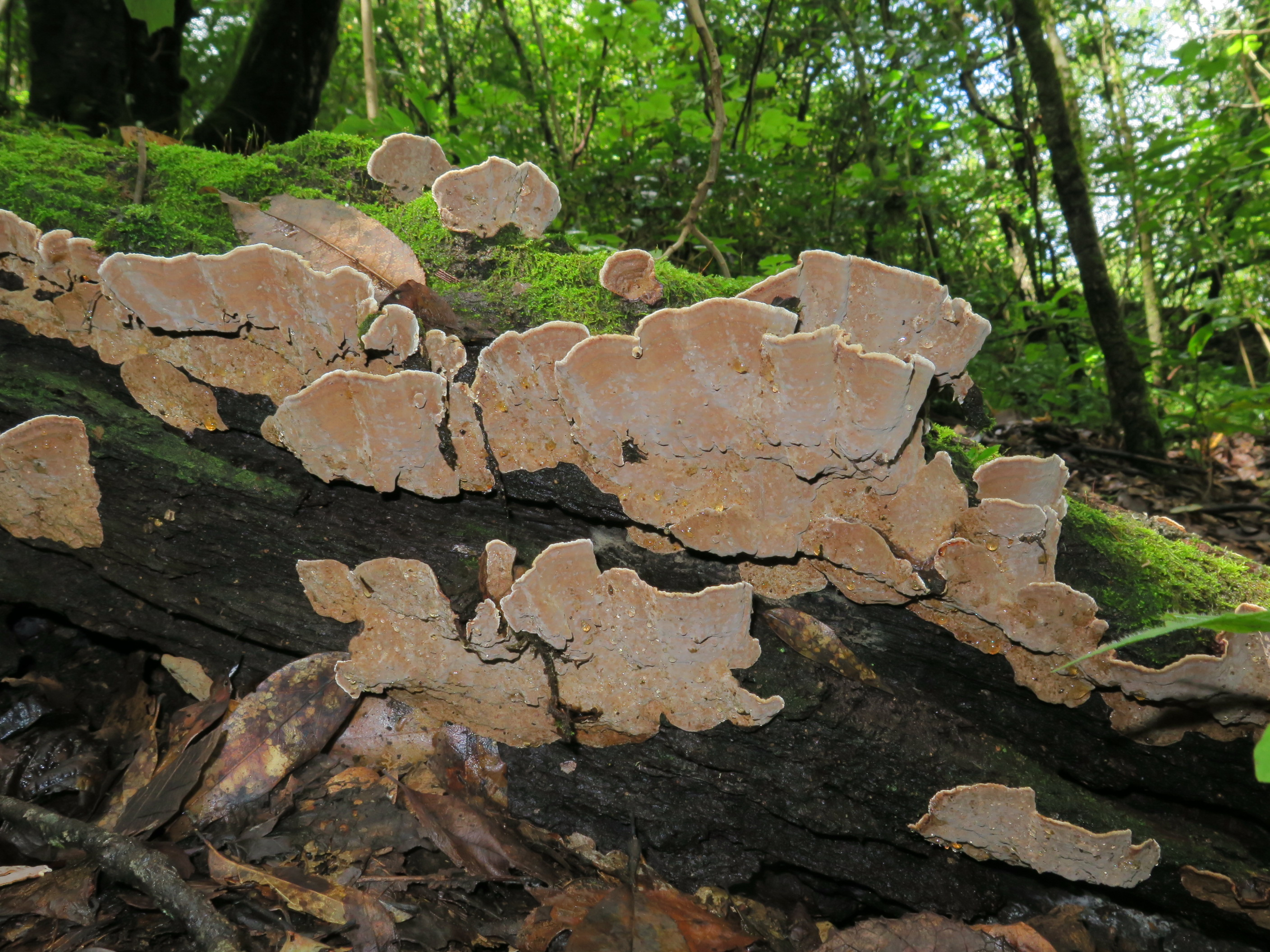